# 린쥔옌
린쥔옌(중국어: 林君谚, 병음: Lin Junyan, 한자음: 임군언, 1997년 11월 26일 ~ )은 중화민국의 바둑 기사이다. 타이베이시 출신으로 대만기원 소속의 8단이다.

## 경력
2010년 12세의 최연소 나이로 프로 바둑 초단으로 입단했고, 기성전 리그에 참가하여 20승을 거두고 2단으로 승단했다. 2011년 감은배신예연마전에서 우승을 차지했고 3단으로 승단했다. 2012년 동강배에서 우승하고 5단으로 승단했다. 2012년과 2013년 세계지능스포츠대회에 참가하였고 2013년 남자 단체전에 동메달을 획득했다. 2013년 6단으로 승단한 이후 2013년과 2014년 중국 중국 바둑 병조리그에 참가했다.
2014년 우사배 십단전 도전자가 되었고 왕위안쥔와의 3번기에서 2승 무패로 승리하여 우승했다. 2015년 제20회 LG배 세계기왕전에서 이창호를 누르고 16강에 진출했지만 원성진에게 져서 탈락했고, 제2회 글로비스배 본선에 진출했다. 2016년 7단으로 승단했고, 2017년 타이완 기성전 도전자가 되어 왕위안쥔에게 4승 3패로 승리하여 우승을 차지했다. 2019년 8단으로 승단했다.